# Centrocardita rosulenta
Centrocardita rosulenta is een tweekleppigensoort uit de familie van de Carditidae. De wetenschappelijke naam van de soort is voor het eerst geldig gepubliceerd in 1887 door Tate.